# Russula subsect. Amoeninae
Russula subsect. Amoeninae ist eine Untersektion aus der Gattung Russula, die innerhalb der Sektion Heterophyllae steht.

## Merkmale
Die Täublinge dieser Untersektion haben rot, purpurn bis violett, grün, braun oder gelb gefärbte Hüte. Meist ist auch der Stiel purpurn bis violett gefärbt oder zumindest überhaucht. Die Huthaut ist matt und fühlt sich samtig an. Der Geschmack ist mild. Junge Fruchtkörper riechen allmählich nach gekochten Krabben, ältere auch heringsartig. Typische Makrozystiden, Dermatozystiden oder Laticiferen fehlen. Die Hyphen der Huthaut (Epicutis) haben kugelige oder ellipsoidische, kettenförmig angeordnete Basalabschnitte. Ein rotes Pigment befindet sich in Vakuolen. Das Fleisch und die Stieloberfläche reagieren mit Eisensulfat orangerosa.
Die Typart ist der Samt-Täubling (Russula amoena).

## Systematik
Bei Singer haben die Amoeninae den Rang einer Untersektion, die wie bei Bon ein Schwestertaxon zu den Virescentinae bildet. Bei Romagnesi hat das Taxon den Rang einer Gruppe (Amoena) und steht zusammen mit der Gruppe Virescens in der Sektion Virescentinae, die ihrerseits in der Untergattung Heterophyllidia steht. DNS-Untersuchungen zeigen, dass beide Gruppen tatsächlich relativ nahe verwandt sind, sodass immerhin einiges für Romagnesis Einordnung spricht. Berücksichtigt man zusätzlich die Mykorrhizamerkmale, so scheint eine Einteilung in unterschiedliche Untersektionen durchaus gerechtfertigt. Bei Sarnari bilden Amoeninae eine eigene Untergattung Amoenula. Dem widersprechen aber die molekularen DNA-Daten, wonach die Virescens-Gruppe und die Amoena-Gruppe in der Klade der Sektion Heterophyllae stehen. Sie können daher nicht als Schwestertaxon zu den Heterophyllae angesehen werden.
| Deutscher Artname         | Wissenschaftlicher Artname | Autor          |
| ------------------------- | -------------------------- | -------------- |
| Brätlings-Täubling        | Russula amoenicolor        | Quél. (1962)   |
| Violettstieliger Täubling | Russula violeipes          | Romagn. (1898) |
| Samt-Täubling             | Russula amoena             | Quél. (1881)   |